# Pjesma Eurovizije 2020.
██ Zemlje koje su planirale sudjelovati 2020. i automatski bi se kvalificirale za finale
██ Zemlje koje su planirale sudjelovati 2020. i natjecale bi se u polufinalu
██ Zemlje koje su se natjecale u prošlosti, ali neće 2020.
Pjesma Eurovizije 2020. trebao je biti 65. po redu izbor za Pjesmu Eurovizije. Planirano je kako će grad Rotterdam, Nizozemska biti domaćin, ali je zbog pandemije uzrokovane koronavirusom otkazan. Ovo je trebao biti peti put da se natjecanje održava u Nizozemskoj, prvi puta nakon Eurosonga 1980. godine i prvo natjecanje Eurovizije nakon Dječje Eurovizije 2012. Za pobjedu Nizozemske zaslužan je Duncan Laurence s pjesmom Arcade s 498 bodova ispred drugoplasirane Italije.
Natjecanje se trebalo održati u tri večeri, 12. svibnja 2020. trebala je biti prva polufinalna večer, 14. svibnja druga polufinalna večer a 16. svibnja trebalo se održati veliko finale.
Na natjecanju se trebalo predstaviti 41 zemlja. Bugarska i Ukrajina su se trebale vratiti nakon što nisu bile na natjecanju godinu ranije, a Crna Gora i Mađarska su se povukle s ovogodišnjeg natjecanja.
Slijedom otkazivanja Eurosonga 2020., EBU je s organizatorima ovogodišnjeg natjecanja AVROTOS, NOS i NPO potvrdio da će na predviđeni dan finala Eurosonga 2020., 16. svibnja, emitirati revijalni šou naziva Eurovision: Europe Shine A Light.

## Izbor grada domaćina
Natjecanje će se održati u Nizozemskoj, nakon pobjede Nizozemske na
natjecanju 2019. kada ih je predstavljao Duncan Laurence s pjesmom
Arcade. Pripreme za organizaciju natjecanja 2020. su počele u noći
nakon pobjede na natjecanju u Tel Avivu, kako je EBU supervizor Jon Ola
Sand uručio nizozemskom emiteru AVROTROS instrukcije i USB s alatkama
kako bi počeli s pripremom natjecanja. AVROTROS će organizirati
natjecanje u su radnji s televizijskim kućama NPO i NOS.

### Natječaj za domaćinstvo
Prema ministru Nizozemske, Mark Rutteu, nekoliko sati nakon pobjede
Nizozemske, nekoliko gradonačelnika je već već se prijavilo na natječaj
za domaćinstvo. Gradovi su formalno počeli slati svoje
kandidature od 29. svibnja 2019.::
- U prvoj polovici lipnja 2019., svi gradovi koji su se prijavili na natječaj dobit će kriterije koji su potrebni za domaćinstvo.
- Gradovi će zatim dobiti četiri tjedna kako bi popunili formulare i pošalju ih televizijskoj kući u prvoj polovici srpnja 2019.
- TV kuće imaju opciju posjetiti sve gradove koji su se prijavili na natječaj za domaćinstvo sredinom srpnja.
- Grad domaćin bit će odabran na konzultacijama s EBU nakon što su emiteri posjetili sve gradove, i nakon što su gradovi poslali svoje kandidature TV kućama do sredine srpnja.
- Ako sve bude išlo po planu, grad domaćin trebao bi biti objavljen krajem kolovoza.[9][10]

Sljedeći gradovi su izrazili interes za domaćinstvo:
| Grad             | Arena                                           | Kapacitet | Napomene                               |
| ---------------- | ----------------------------------------------- | --------- | -------------------------------------- |
| Amsterdam        | АAmsterdam RAI Exhibition and Convention Centre | 13.000    | Domaćin Eurosonga 1970.                |
| Amsterdam        | Johan Cruyff Arena                              | 68.000    | —                                      |
| Amsterdam        | Ziggo Dome                                      | 17,000    | —                                      |
| Arnhem           | GelreDome                                       | 41.000    | —                                      |
| Breda            | Breepark                                        | 13.000    | —                                      |
| Enschede         | Aerodrom Tvente                                 | 10.000    | —                                      |
| Leeuwarden       | WTC Expo                                        | 6,000     | —                                      |
| Maastricht       | MECC Maastricht                                 | 5.000     | —                                      |
| Rotterdam        | Ahoy Rotterdam                                  | 16.000    | Domaćin Dječje pjesme Eurovizije 2007. |
| Utrecht          | Jaarbeurs                                       | 11.000    |                                        |
| Hag              | Stadion Cars Jeans                              | 15.000    | Potrebna izgradnja krova.              |
| Hag              | Malieveld                                       | 15.000    | —                                      |
| 's-Hertogenbosch | Brabanthallen                                   | 10.000    | —                                      |

## Format

### Grafički dizajn
Krilatica ovogodišnjeg natjecanja je Open Up (hrv. Otvorite se) čija
je promocija bila 24. listopada 2019. Službeni gtrafički dizajn i logo premijerno su prikazani 28.11.2019. a logo Eurosonga 2020. je apstraktna reprezentacija boja zastava 41 države koja će se natjecati na Eurosongu, poredanih po godinama njihovog prvog nastupa. Ovo je ujedno i posveta logotipovima Eurosonga 1970., 1976. i 1980., koji su se isto održali u Nizozemskoj.

### Voditelji
04.prosinca 2019 godine objavljeno je da će voditelji ovogodišnje Pjesme
Eurovizije biti glumica i voditeljica Chantal Janzen, pjevačica i
voditeljica Edsilia Rombley i pjevač, voditelj i nizozemski komentator
Eurosonga Jan Smit. 10. veljače 2020. objavljeno je da će
NikkieTutorials (pravim imenom Nikkie de Jager) biti voditeljica online
Eurosonga.

### Ždrijeb polufinala
Ždrijeb za polufinale održan je 28. siječnja 2020. u rotterdamskoj Gradskoj vijećnici. Zemlje sudionice, osim direktnih finalista (domaćina Nizozemske i velike petorke) raspodijeljene su u pet šešira temeljenih na uzorcima glasanja u prošlosti. Time se nada spriječiti prijateljsko glasanje i predvidive finaliste te povećati uzbuđenje. Voditelji ždrijeba bili su Chantal Janzen, Jan Smit i Edsilia Rombley izvlačili su državu i njen položaj unutar polufinala, prva ili druga polovica. Točan poredak po polufinalima će se tek kasnije otkriti kad sve zemlje predaju svoje pjesme. Također su se izvlačile i države "velike petorke" i domaćin u kojem će polufinalu glasati i predstavljati svoje pjesme.
| Šešir 1                                                                                 | Šešir 2                                                                 | Šešir 3                                                                          | Šešir 4                                                                | Šešir 5                                                        |
| --------------------------------------------------------------------------------------- | ----------------------------------------------------------------------- | -------------------------------------------------------------------------------- | ---------------------------------------------------------------------- | -------------------------------------------------------------- |
| - Albanija - Austrija - Hrvatska - Sjeverna Makedonija - Slovenija - Srbija - Švicarska | - Australija - Danska - Estonija - Finska - Island - Norveška - Švedska | - Armenija - Azerbajdžan - Bjelorusija - Gruzija - Moldavija - Rusija - Ukrajina | - Bugarska - Cipar - Grčka - Malta - Portugal - Rumunjska - San Marino | - Belgija - Češka - Irska - Izrael - Latvija - Litva - Poljska |

## Zemlje sudionice
13. studenog 2019. ERU je objavila kako će se natjecati 41 država, u tom broju su Bugarska i Ukrajina, a s natjecanja su se povukle Mađarska i Crna Gora. 

### Izvođači povratnici
- Sanja Vučić članica grupe Hurricane koja predstavlja Srbiju, ranije je predstavljala istu državu na Eurosongu 2016. s pjesmom Goodbye(Shelter).
- Još jedna članica grupe Hurricane, Ksenija Knežević, bila je prateći vokal na Eurosongu 2015. svome ocu koji je predstavljao Crnu Goru te godine.
- Natalia Gordienko s Arseniumom ranije je predstavljala Moldaviju na  Pjesmi Eurovizije 2006. s pjesmom Loca.
- Vincent Bueno koji predstavlja Austriju ove godine bio je prateći vokal Nathanu Trentukoji je predstavljao Austriju na Pjesma Eurovizije 2017.
- Vasil predstavnik Sjeverne Makedonije, bio je prateći vokal Tamari Todevskojkoja je prošle godine ostvarila najbolji rezultat za tu državu.
- Stefania grčko-nizozemska pjevačica ove godine nastupa za Grčku natjecala se na Dječjem Eurosongu 2015. te je predstavljala Nizozemsku.
- Destiny Chukunyere pobjednica Dječjeg Eurosonga 2015. te prateći vokal za Michelu Pace predstavljat će Maltu na ovogodišnjem Eurosongu.

### Prvo polufinale
Prvo polufinale bih trebao se održati 12. svibnja 2020. s početkom u 21:00 po CEST-u. 17 država bih trebao natjecati u ovom polufinalu, osim njih 17 u ovom polufinalu bih trebao glasati još i  Italija,  Nizozemska i  Njemačka.
| Država‍              | Jezik               | Izvođač(i)‍         | Naziv Pjesme‍        | Prijevod na hrvatski‍ |
| ------------------- | ------------------- | ------------------ | ------------------- | -------------------- |
| Australija          | engleski            | Montaigne          | Don't Break Me      | Nemoj me slomiti     |
| Bjelorusija         | bjeloruski          | VAL                | Da vidna            | Do zore              |
| Irska               | engleski            | Lesley Roy         | Story of My Life    | Priča mog života     |
| Litva               | engleski            | The Roop           | On Fire             | Gorim                |
| Sjeverna Makedonija | engleski            | Vasil              | You                 | Ti                   |
| Rusija              | engleski            | Little Big         | Uno                 | Jedan                |
| Slovenija           | slovenski           | Ana Soklič         | Voda                | —                    |
| Švedska             | engleski            | The mammas         | Move                | Pokreni se           |
| Azerbajdžan         | engleski            | Samira Efendi      | Cleopatra           | Kleopatra            |
| Belgija             | engleski            | Hooverphonic       | Release Me          | Oslobodi me          |
| Hrvatska            | hrvatski            | Damir Kedžo        | Divlji vjetre       | —                    |
| Cipar               | engleski            | Sandro             | Running             | Trčim                |
| Izrael              | engleski, amharski1 | Eden Alene         | Feker libi (ፍቅር ልቤ) | Moja ljubav          |
| Malta               | enlgeski            | Destiny Chukunyere | All of My Love      | Sva moja ljubav      |
| Norveška            | engleski            | Urlikke            | Attention           | Pažnja               |
| Rumunjska           | engleski            | Roxen              | Alcohol You         | Ti, alkohol          |
| Ukrajina            | ukrajinski          | Go_A               | Solovey (Соловей)   | Slavuj               |

### Drugo polufinale
Drugo polufinale trebalo se održati 14. svibnja 2020. s početkom u 21:00 po CEST-u. 18 država trebalo se natjecati u ovom polufinalu, osim njih 17 u ovom polufinalu trebali glasati još i Francuska, Španjolska i UK.
| Država‍     | Jezik     | Izvođač(i)‍         | Naziv pjesme‍                      | Prijevod na hrvatski‍                    |
| ---------- | --------- | ------------------ | --------------------------------- | --------------------------------------- |
| Austrija   | engleski  | Vincent Bueno      | Vincent Bueno                     | Živ                                     |
| Češka      | engleski  | Benny Cristo       | Kemama                            | —                                       |
| Estonija   | engleski  | Uku Suviste        | What Love Is                      | Što je ljubav?                          |
| Grčka      | engleski  | Stefania           | Superg!rl                         | Superdjevojka                           |
| Island     | engleski  | Daði & Gagnamagnið | Gagnamagnið (Think About Things)" | Količina podataka (razmisli o stvarima) |
| Moldavija  | engleski  | Natalia Gordienko  | Prison                            | Zatvor                                  |
| Poljska    | engleski  | Alicja Szemplińska | Empires                           | Carstva                                 |
| San Marino | engleski  | Senhit             | Freaky!                           | Čudan                                   |
| Srbija     | srpski    | Hurricane          | Hasta la vista                    | Vidimo se                               |
| Albanija   | engleski  | Arilena Ara        | Shaj                              | Uzvik                                   |
| Armenija   | engleski  | Athena Manoukian   | Chains on You                     | Lanci na tebi                           |
| Bugarska   | engleski  | Victoria           | Tears Getting Sober               | Suzne postaju trijezne                  |
| Danska     | engleski  | Ben & Tan          | Yes                               | Da                                      |
| Finska     | engleski  | Aksel              | Looking Back                      | Osvrćem se                              |
| Gruzija    | engleski  | Tornike Kipiani    | Take Me As I Am                   | Uzmi me takvog kakav sam                |
| Latvija    | engleski  | Samanta Tīna       | Still Breathing                   | Još uvijek dišem                        |
| Portugal   | portugal  | Elisa Salva        | Medo de sentir                    | Strah od osjećaja                       |
| Švicarska  | francuski | Gjon's Tears       | Répondez-moi                      | Odgovori mi                             |

## Finale
| Država‍                 | Jezik               | Izvođač(i)‍     | Naziv Pjesme‍   | Prijevod na hrvatski‍ |
| ---------------------- | ------------------- | -------------- | -------------- | -------------------- |
| Francuska              | engleski, francuski | Tom Leeb       | The Best In Me | Najbolje u meni      |
| Njemačka               | engleski            | Ben Dolic      | Violent Thing  | Nasilna stvar        |
| Italija                | talijanski          | Diodato        | Fai rumore     | Pravi buku           |
| Nizozemska             | engleski            | Jeangu Macrooy | Grow           | Odrasti              |
| Španjolska             | španjolski          | Blas Cantó     | Universo       | Svemir               |
| Ujedinjeno Kraljevstvo | engleski            | James Newman   | My Last Breath | Moj zadnji dah       |

## Ostale države
Pravo na potencijalno sudjelovanje na Eurosongu zahtijeva nacionalnu
televiziju s aktivnim članstvom u [[Europska radiodifuzijska
unija|EBU-u]] koja će moći prenositi natjecanje putem mreže Eurovizije.
EBU će svim zainteresiranim članicama
izdati poziv za sudjelovanje u natječaju. Za razliku od prethodnih
godina, pridružena članica Australija neće trebati poziv na natječaj za
2020. jer je dobila dozvolu za sudjelovanje do 2023. godine.

### Altivne članiceEBU-a
Andora – U ožujku 2019. godine, andorska TV kuća Ràdio i
Televisi d'Andorra (RTVA) izjavila je da će biti otvoreni za suradnju s
katalonskom televizijom Televisió de Catalunya (TVC) za sudjelovanje u
budućim natjecanjima. Dvije televizijske kuće prethodno su surađivale
kada je Andora debitirala na natjecanju 
2004. Međutim, 22. svibnja 2019. RTVA je potvrdila da neće sudjelovati
na natjecanju 2020. godine.
 Bosna i Hercegovina – Lejla Babović, izvršna direktorica BHRT-a, izjavila je 28. prosinca 2018. da je povratak na Eurosong cilj BHRT-a, ali zbog financijske situacije misli da je povratak ove zemlje na natjecanje vrlo teško moguć.
 Crna Gora – Šefica crnogorskog izaslanstva Sabrija Vulić izrazila
je nadu da će se Montevizija, crnogorski proces izbora za natjecanja
2018. i 2019. godine, proširiti potencijalnim povratkom emisije za 2020.
godinu. Međutim, RTCG, nije potvrdila hoće li se takav događaj održati i
hoće li se koristiti za odabir natjecatelja za 2020. godinu.
 Luksemburg – Iako Luksemburg nije sudjelovao u natjecanju od 1993. godine, sve je više poziva na povratak na natjecanje. U svibnju 2019. godine, Anne-Marie David, pobjednica natjecanja Eurosonga 1973. za Luksemburg, pozvala je naciju da se vrati,
dok je peticija navijača koja traži povratak iz Luksemburga na natječaj poslana luksemburškoj televiziji RTL Télé Lëtzebuerg (RTL) i Zastupničkom domu. Proteklih godina RTL je izjavio da se neće vratiti na natjecanje zbog financijskih problema i uvjerenja da manji narodi ne
mogu uspjeti u modernim Eurovizijskim događanjima.
 Mađarska – U listopadu 2019., mađarska televizija (MTVA) objavila je kako njihov nacionalni izbor A Dal neće biti korišten za izbor predstavnika Mađarske na natjecanju, čime je pokrenula glasine o mogućem povlačenju s natjecanja. Kasnije, mađarska televizija je i službeno objavila povlačenje s natjecanja. Kao razlog za povlačenje smatraju da je natjevanje postalo previše usmjereno na LGBT populaciju.
 Slovačka – 5. lipnja 2019. objavljeno je da Radio i Televizija
Slovačke (RTVS) neće sudjelovati na natjecanju 2020. zbog nedostatka
interesa slovačke javnosti. Slovačka je posljednji put sudjelovala 2012.
godine.
 Turska – U kolovozu 2018. godine, İbrahim Eren, generalni
direktor turske radiotelevizije (TRT), izjavio je da ne mogu emitirati
emisiju koja je sadržavala seksualno nesigurne ljude (pozivajući se na
Conchitu Wurst, pobjednika natjecanja 2014.) u vrijeme kada su djeca
budna i gledaju televiziju. Također je komentirao da je EBU
odstupila od svojih vrijednosti zbog svojih rukovoditelja, te da se TRT
ne slaže sa sustavom podijeljenog žirija / tele-glasovanjem, koji je
uveden 2009. godine.

### Pridruženi članoviEBU-a
Kazahstan – 22. studenog 2018. godine, Jon Ola Sand, izvršni
nadzornik Eurovizije, izjavio je da bi se o sudjelovanju Kazahstana
trebalo raspraviti u referentnoj grupi natjecanja. Kazahstan je
prethodno bio pozvan na sudjelovanje na Dječjoj pjesmi Eurovizije 2018.
od strane referentne skupine tog natjecanja, iako to nema nikakvog
utjecaja na njihovo sudjelovanje u glavnom natjecanju.

### Države koje nisu članiceEBU-a
Katalonija – Krajem 2018.,
katalonski emiter Televisió de Catalunya (TVC) dobio je od katalonskog
parlamenta dopuštenje za članstvo u EBU-u. Iako je Katalonija dio
Španjolske, EBU procjenjuje zahtjev za članstvom emitera; Ako EBU
prihvati TVC kao članicu, Katalonija bi mogla debitirati na natjecanju
2020. godine.

 Kosovo – Mentor Shala, generalni direktor Radiotelevizije
Kosova (RTK), izjavio je da emiter još uvijek nastoji ostvariti
punopravno članstvo u EBU-u i da se nada da će debitirati na natjecanju
2020. godine; RTK je u pregovorima s EBU-om o članstvu. EBU će glasovati
o punopravnom članstvu RTK-a u lipnju 2019. godine; odobrenje će
omogućiti emiteru da debitira na natječaju za 2020. godinu.

## Međunarodni prijenosi

### Države koje sudjeluju na natjecanju
- Australija – TBA2 (SBS, sve)
- Bjelorusija – Evgeny Perlin (Belarus 1 i Belarus 24, all shows)
- Francuska – TBA2 (France 2, finale)
- Njemačka – Peter Urban i Michael Schulte (One, polufinala; Das Erste, One and Deutsche Welle, finale)
- Grčka – Maria Kozakou and Giorgos Kapoutzidis (ERT, sve)
- Izrael – Geula Even-Sa'ar I Asaf Liberman (Kan 11, sve)
- Italija – TBA2 (RAI 4, polufinala), TBA2 (RAI 1, finale), TBA2 (RAI Radio 2, finale)
- Norveška – TBA2 (NRK1, sve)
- Švicarska – njemački: TBA2(SRF info, prvo polufinale; SRF zwei, drugo polufinale; SRF 1, finale)
- Ujedinjeno Kraljevstvo – Scott Mills iRylan Clark-Neal (BBC Four, polufinala); Graham Norton (BBC One, finale); Ken Bruce (BBC Radio 2, finale)

### Države koje ne sudjeluju na natjecanju
- Kanada – TBA2 (Omni Television)

## UtjecajiPandemije koronavirusa 2019.-20
Pandemija koronavirusa se na početku 2020 godine iz Kine počela širiti prema Europi i ostatku svijeta izazvala je zabrinutost i potencijalni utjecaj na organiziranje Pjesme Eurovizije. 6. ožujka NPO, nizozemska televizijska kuća, izjavila je da će "Eurovizijski organizatori slijediti savjete zdravstvenih vlasti u odlučivanju u kojem će se obliku događanje održati 12. do 16. svibnja. U ožujku vlasti u Danskoj donijele su odluku o otkazivanju događaja s više od 1.000 gledatelja kako bi ograničili širenje virusa. Rezultat odluke utjecao je da i Danski nacionalni izbor za Pjesmu Eurovizije bude bez publike. Predstavnici Švedske, Finske, Izraela, Švicarske, Italije i Grčke nisu bili nazočni na sastanku delegacija država 9. ožujka koje sudjeluju na Eurosongu te godine.
Predstavnica Izraela (Eden Alene) odbila je doći u Nizozemsku kako bi snimila tradicionalnu razglednicu koja se prikazuje prije nastupa države. TV kuća objavila je kako će pokušati pronaći alternativni način za snimanje razglednice.
13. ožujka i 16. ožujka 2020. otkazane su i mnoge preeurovizijske zabave zbog zabrinutosti i sprječavanja zaraze virusom. Među njima su: 
- PrePartyES (Madrid),  Španjolska – trebao se održati 10. i 11. travnja
- Israel Calling (Tel Aviv),  Izrael – trebao se održati u travnju
- Eurovision in Concert (Amsterdam),  Nizozemska – trebao se održati 4.travnja 2020.
- London Eurovision Party (London),  Ujedinjeno Kraljevstvo – odgođen do daljnjega zbog potencijalnog širenja virusa.

18. ožujka 2020. odlučeno je kako će se Pjesma Eurovizije 2020. odgoditi zbog pandemije virusa. Referentna skupina zadužena za Eurosong dala je mogućnost odustajanja odabranim pjevačima da se povuku s izbora ako žele.